# Persea pajonalis
Persea pajonalis är en lagerväxtart som beskrevs av H. van der Werff. Persea pajonalis ingår i släktet avokador, och familjen lagerväxter. Inga underarter finns listade i Catalogue of Life.